# Markthalle XIII
Die Markthalle XIII war eine nach dem Magistratsbauprogramm Ende des 19. Jahrhunderts errichtete Markthalle für Lebensmittel und Blumen. Alle 14 städtischen Markthallen gehen auf Entwürfe von Hermann Blankenstein und August Lindemann zurück, die als Ersatz der offenen Warenmärkte dienten. Diese Halle befand sich nördlich von Alt-Berlin, im späteren Bezirk Prenzlauer Berg im Hofbereich einer Wohnbebauung. Sie wurde nach 1945 zusammen mit den Ruinen der Wohnhäuser abgetragen.

## Geschichte

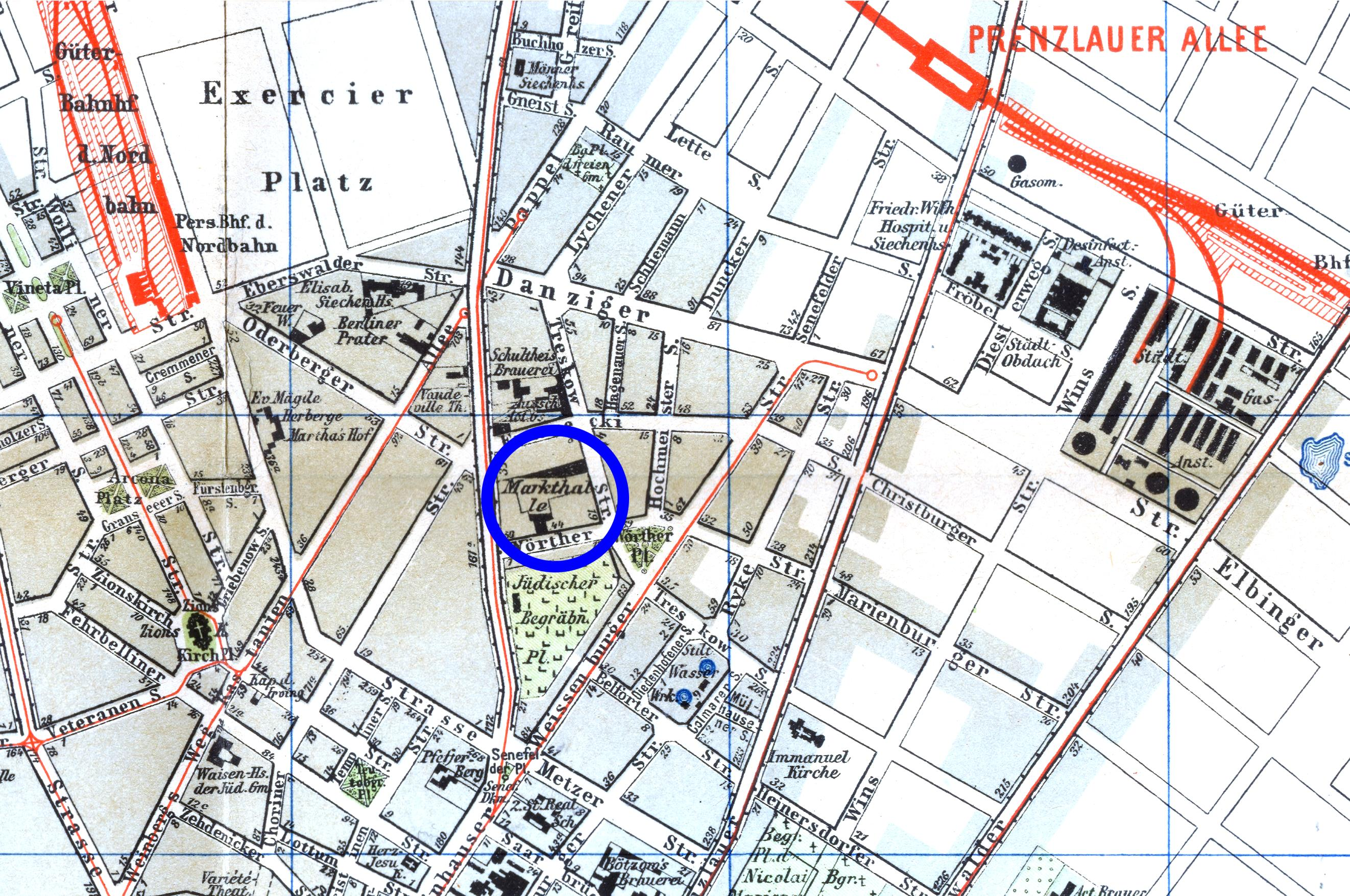
Lage der Markthalle XIII auf einem Stadtplanausschnitt von 1896

Mit dem enormen Bevölkerungszuwachs im damaligen Berlin und in den Randortschaften zum Ende des 19. Jahrhunderts war es nötig, die allerorten betriebenen offenen Märkte durch wetterunabhängige und hygienischere Verkaufsmöglichkeiten zu ersetzen. Die Baudeputation des Berliner Magistrats hatte dazu ein Konzept erstellt, das vorsah, 14 geschlossene Markthallen gleichmäßig auf dem Stadtgebiet und in den angrenzenden Orten zu verteilen. Aus einem architektonischen Grundmodell entwickelten die Architekten Anpassungen an die auf den Bauflächen vorhandenen örtlichen Gegebenheiten.
Für die Markthalle mit der Projektnummer XIII hatte die Stadtverwaltung eine Baufläche von 7100 m² im Innenbereich einer Wohnanlage in der Schönhauser Vorstadt festgelegt und diese für einen Preis von 400.000 Mark erworben. Die Straßenzüge Franseckystraße (ab 1952: Sredzkistraße) (nördlich), Tresckowstraße (ab 1952: Knaackstraße) (östlich), Wörther Straße (südlich) und Schönhauser Allee (westlich) begrenzten die Fläche für den Markthallenbau. Der Magistrat hatte am 18. Dezember 1890 die entsprechende Baugenehmigung erteilt. Diese sah unter anderem vor, dass das bereits vorhandene Wohngebäude in der Wörther Straße so verändert wird, dass eine Ein- und Ausfahrt zum Hofbau entstand und die Fassade dem Markthallenzweck angepasst werden sollte. Der Flügel der Halle, der zur Tresckowstraße hin ausgerichtet wurde, erhielt entlang der Straße ein Geschäfts- und Wohnhaus, bestehend aus einem 13 m tiefen Vordergebäude und einem 10 m langen, 6 m tiefen Seitenflügel. Dieses Haus wurde mit einer Sandsteinfassade verkleidet und mit vier Toröffnungen versehen, von denen die erste links als Durchfahrt, die zweite als Fußgängerweg zur Markthalle, die dritte als Zugang zur Haupttreppe des Wohngebäudes und die vierte zu den Eingängen und Schaufenstern der hier befindlichen Läden führte. Architekt Frenger aus Charlottenburg war mit der Bauleitung betraut, ihm standen aus der Stadtkasse rund 965.000 Mark (kaufkraftbereinigt in heutiger Währung: rund 7,8 Millionen Euro) zur Verfügung. Bereits nach zwei Jahren, am 1. Juli 1892, erfolgte die offizielle Eröffnung; verpachtet waren zu diesem Zeitpunkt 393 Marktstände, vor allem für Fleisch- und Wurstwaren, Fische, Obst und Gemüse, Blumen (Grünkram u. dergl.).
Bald stellte sich jedoch heraus, dass die neue Markthalle XIII zu groß bemessen und wegen hoher Standgebühren sehr schlecht ausgelastet war. Beispielsweise erschienen im Gemeindeblatt der Stadt Berlin im Februar 1896 Anzeigen zur Neuvermietung von Verkaufsständen und einer Wohnung im Gebäude dieser Markthalle: „Treskowstraße 14, die Läden Nr. II und III sowie  Wörtherstr. 45, vorn 1 Treppe, 3 Stuben nebst Zubehör“.
In einem städtischen Dokument des Jahres 1901 zum Personalnachweis sind alle Berliner Markthallen aufgeführt. Für die Halle XIII finden sich folgende Angaben: Verwalter ist Inspektor Priesert aus der Halle VI, zugleich auch für die Markthalle XIII zuständig. Die postalische Adresse der Halle XIII wird mit Wörtherstraße 45 und Tresckowstraße 11 angegeben.
Nachdem die Zahl der Verkaufsstände bis 1910 auf rund 100 zurückgegangen war, wurde die Halle noch im gleichen Jahr als Handelsplatz geschlossen.
Die Stadt Berlin als Eigentümerin beschäftigte weiterhin einen Markthalleninspektor und vermietete die Wohnungen und ehemalige Ladenflächen, im Jahr 1915 beispielsweise an die Städtische Sparkasse, eine Steuerkasse, einige Händler und mehrere Familien.
Eine Zusammenstellung der im Jahr 1917 vorhandenen Städtischen Markthallen informierte: „Die Markthallen XII und XIII sind für den Markthallenverkehr geschlossen.“
Auch im Jahr 1920 hatte sich die Nachnutzung kaum verändert, die genannten städtischen Einrichtungen sowie sechs Familien nutzten den Gebäudekomplex.
1930 zeigte sich eine ähnliche Nutzungsstruktur, aus dem Inspektor J. Völcker war inzwischen der Oberinspektor J. Völcker als Verwalter geworden. Sparkasse und Steuerkasse waren nicht mehr präsent.
Verwalter der ehemaligen Markthalle im Jahr 1940 war ein Angestellter namens M. Salbach, ein Lebensmittelhändler und ein Seifenladen hatten sich eingemietet, darüber hinaus noch acht Privatpersonen.
Am Ende des Zweiten Weltkriegs wurde die Halle samt der angrenzenden Wohnhäuser zerstört.
Die Immobilie blieb bis zu ihrem Abriss im Eigentum der Stadt Berlin. Im Jahr 1952 wurde die Tresckowstraße in Knaackstraße umbenannt, die Ruinen der Wohnhäuser und der Markthalle wurden beseitigt, die Fläche eingeebnet. Später entstanden hier Freiflächen sowie ein Kindergarten. Es gibt keine Reste, die auf die beschriebene Halle verweisen.

## Beschreibung

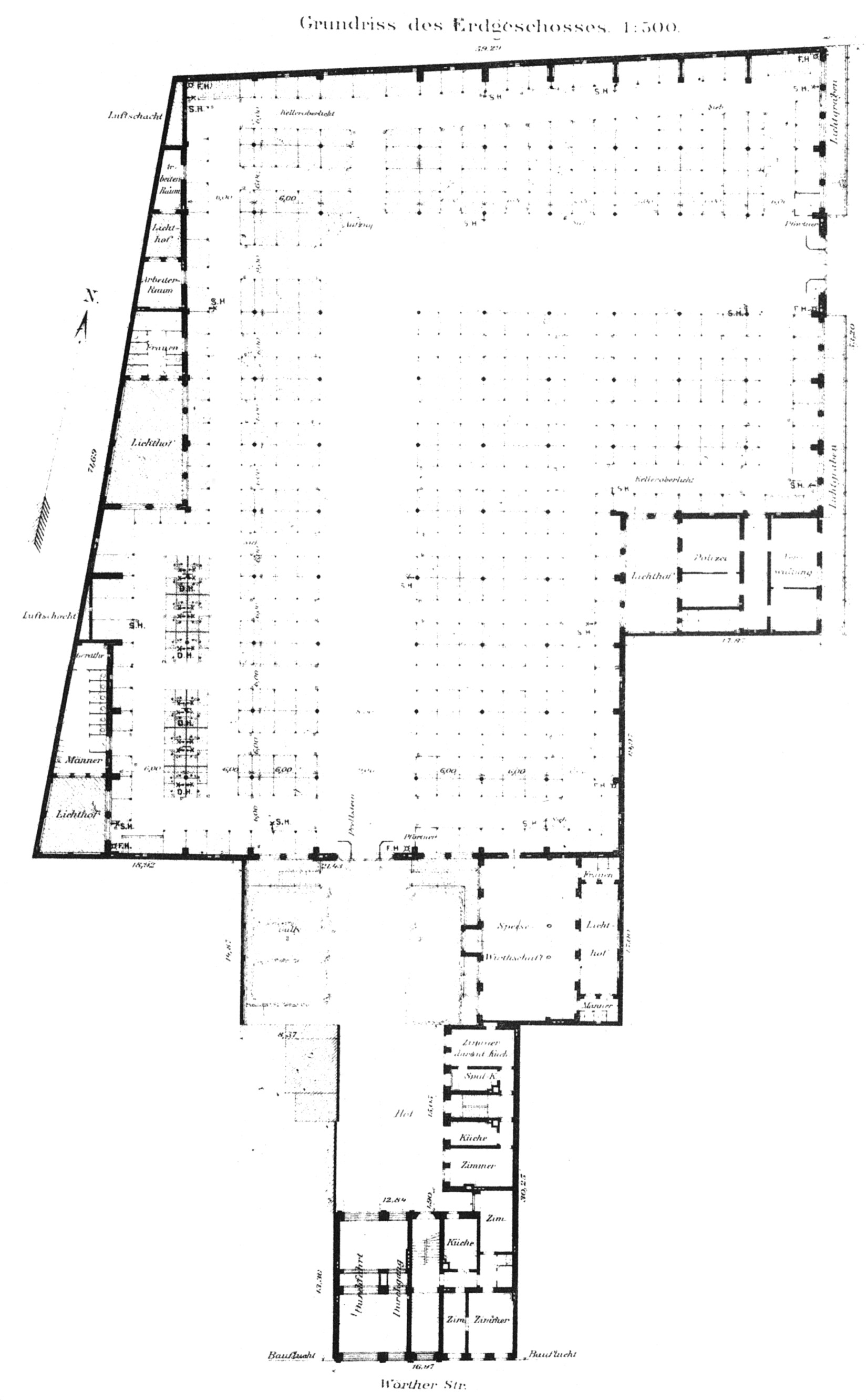
Grundriss der Halle

Als Erkennungszeichen der städtischen Bauten waren die Mauern aus roten Backsteinen errichtet und sparsam mit Bändern aus hellgelben Formsteinen versehen. In der oberen Fensterreihe schmückten straßenseitig einige Reliefs mit Bezug auf die Markthalle die Flächen zwischen den Fenstern. Über der Durchfahrt befand sich der Schriftzug Markthalle XII.
Das Markthallen-Grundgebäude hatte zwei Zugänge bzw. Ein-/Ausfahrten: in der Wörtherstraße 39 (später geändert auf Nr. 45) und in der Tresckowstraße 14 (später geändert auf Nr. 11), wie oben unter Geschichte dargestellt.
Als Bauform diente eine basilikale langgestreckte Halle (Ausdehnung Nord-Süd etwa 72 m, Ausdehnung West-Ost rund 62 m, gemessen an den Durchfahrtsachsen) mit einer hohen tragenden Eisenkonstruktion, die auf gusseisernen oben miteinander verbundenen Stützen ruhten. Auf zwei Seiten befanden sich die Ein-/Ausgänge in Form großer fünf Meter breiter Rundbögen, die den Lieferfuhrwerken dienten. Die Marktstände im Inneren waren rechtwinklig angeordnet und ließen einen zwei Meter breiten, vor den Fleischerständen einen 2,67 m
breiten Gang frei. Das Gebäude war straßenseitig vier Etagen hoch, da sich über den Hallenzugängen Wohnungen erstreckten.
Für den Hof an der Tresckowstraße war eine Aufstellfläche für Lieferfahrzeuge von fast 1800 m² mit 18 cm hohen Kopfsteinen gepflastert vorhanden. Die Fußgänger hatten „einen gegen die Fahrstraße durch erhöhte Bordschwellen abgegrenzten Zugang zur Markthalle“.
An der Westseite grenzte sich die Markthalle vom Nachbargrundstück mit eingebauten Lichthöfen und Luftschächten sowie eingeschossigen Anbauten für Aborte und Aufenthaltsräume für die Arbeiter oder Händler ab. Die Markthallenverwaltung und eine Polizeiwache waren auf der gegenüberliegenden Seite eines gemeinsamen Flures untergebracht.
An der Wörther Straße gab es im Hallenbau eine Gaststätte (Speisewirtschaft) mit zwei Eingängen, die unterkellert war.